# 国鉄モハ53形電車
モハ53形は、かつて日本国有鉄道（国鉄）が保有した直流用旧形電車である。1953年（昭和28年）6月1日に施行された車両形式称号規程改正に伴って、モハ43形の電動機（MT15/定格出力100kW）をMT30またはMT40（定格出力128kW）に交換した出力増強車（9両）を区別して新形式を付与したものである。
元となったモハ43形には、一般の42系に属し東京地区（横須賀線）で出力増強改造を受けたもの（モハ43形800番台（初代））と、大阪地区で改造を受けた52系に属する急行用電車（第3次急電）の2種がある。詳細については、下記のリンク先を参照されたい。
- 53000 - 53006 : 国鉄42系電車#電動機出力の増強・国鉄42系電車#モハ43形（800番台）をモハ53形に変更
- 53007, 53008 : 国鉄52系電車

1959年（昭和34年）6月1日の車両形式称号規程改正では、運転台付きの制御電動車であることから、クモハ53形に改称された。また、1963年（昭和38年）には、横須賀線で使用されていた5両が車体中央部に扉を増設して、クモハ50形となっている。晩年には、鶴見事故で大破し、廃車となった1両を除く8両が飯田線に転属し、一部は1983年（昭和58年）まで使用された。